# John Roberts (actor)
John Roberts (10 de noviembre de 1971) es un actor, comediante y escritor estadounidense, conocido por dar voz a Linda Belcher en la comedia animada Bob's Burgers.

## Carrera
Roberts actualmente da voz a Linda, personaje de la comedia animada de Fox, Bob's Burgers. Ha dicho en entrevistas que basó la voz de Linda en la de su propia madre, Marge.
Ha aparecido varias veces en Late Night with Jimmy Fallon y Watch What Happens: Live de NBC. Además, ha coescrito un piloto para MTV con Bob Odenkirk y ha actuado en dos giras nacionales para Margaret Cho, así como en su especial de Showtime. Roberts llamó la atención por ser uno de los escritores más destacados de Jackie & Debra, que ganó el premio The Comedy Smalls en Londres. Tiene más de 20 millones de visitas en YouTube y ha realizado vídeos con personas como Debbie Harry y David Cross. Actúa varias veces al año en el Joe's Pub de Nueva York y ha firmado un contrato editorial con French Kiss Records.
El 17 de mayo de 2019, Roberts lanzó la canción "Looking". El escritor freelance Randall Radic comentó que el vídeo musical "combina el amor de Roberts por la música dance pop de los 80 con luces fluorescentes, neón beau coup, maniquíes, un teléfono antiguo y una chaqueta de cuero con tachuelas".

## Vida personal
Roberts es abiertamente gay. Es de ascendencia mitad italiana y mitad irlandesa.

## Filmografía
- Good Day New York
- It's on with Alexa Chung
- Late Night with Jimmy Fallon
- Eugene!
- Bob's Burgers (voz)
- Abby Hatcher, Fuzzly Catcher (voz)
- Archer (voz invitada)
- Gravity Falls (voz invitada)
- The Awesomes (voz invitada)
- Los Simpson (voz invitada)
- Bob's Burgers: La película (voz)
- Stress Positions